# Las świetlisty
Las świetlisty – las występujący w klimacie podzwrotnikowym. Lasy te odznaczają się wysoką przejrzystością (duże odległości między poszczególnymi drzewami). Składają się z drzew zarówno liściastych, jak i iglastych, zrzucających liście w czasie suszy. Najczęściej składają się z dębów korkowych, cedrów, pinii, sosen, cyprysów.
Typowym przykładem są australijskie eukaliptusy, które ustawiają pionowo swoje blaszki liściowe, co mimo zwartego drzewostanu powoduje, że dno lasu jest całkowicie prześwietlone.